# Verordnung (EU) 2020/1149
Nachdem Deutschland am 6. Oktober 2016 der Europäische Chemikalienagentur ein Dossier gemäß Artikel 69 Absatz 4 der Verordnung (EG) Nr. 1907/2006 (REACH) vorgelegt hat, um das in den Artikeln 69 bis 73 der genannten Verordnung vorgesehene Beschränkungsverfahren einzuleiten, das weitere Verfahren in einem Ausschuss geprüft.
Im obigen Dossier wurde angeführt, dass die Sensibilisierung der Atemwege durch Hautkontakt mit und Einatmen von Diisocyanaten bei Arbeitnehmern zu Berufsasthma führt, das als wesentliches Problem des Gesundheitsschutzes am Arbeitsplatz in der Union identifiziert wurde. Die Anzahl der jährlich durch Diisocyanate verursachten neuen Fälle von Berufskrankheiten (schätzungsweise mehr als 5000 Fälle) wird als unannehmbar hoch betrachtet. In dem Dossier wurde nachgewiesen, dass Maßnahmen auf Unionsebene erforderlich sind, und es wurde vorgeschlagen, die industrielle und gewerbliche Verwendung sowie das Inverkehrbringen von Diisocyanaten als solche und als Bestandteil anderer Stoffe oder Gemische zu beschränken. Mit der im Dossier vorgeschlagenen Beschränkung wird bezweckt, die Verwendung von Diisocyanaten in industriellen und gewerblichen Verwendungen auf die Fälle zu reduzieren, in denen eine Kombination von technischen und organisatorischen Maßnahmen vorhanden ist und eine standardisierte Mindestschulung absolviert wurde. Informationen über den Zugang zur Schulung sollten in der gesamten Lieferkette verbreitet werden, wobei die Wirtschaftsakteure, die diese Stoffe und Gemische in Verkehr bringen, bringen, dafür verantwortlich sein sollten, dass den Abnehmern dieser Stoffe oder Gemische Schulungen angeboten werden. (siehe auch ECHA QA1917)